# Цветан Атанасов
Цветан Славев Атанасов (Ченката) е бивш български футболист, полузащитник.  

## Кариера
Юноша на ЦСКА, дебютира в първия състав в началото на 1966. Играе за армейците до края на 1976, когато прекратява кариерата си. Има 231 мача и 37 гола в А група. Седемкратен шампион на България през 1965/66, 1968/69, 1970/71, 1971/72, 1972/73, 1974/75, 1975/76 и четирикратен носител на Купата на Съветската армия през 1968/69, 1971/72, 1972/73, 1973/74. В евротурнирите има 20 мача и 2 гола (16 мача и 2 гола за КЕШ и 4 мача за КНК). Полуфиналист за купата на европейските шампиони през 1967.
Има 9 мача и 2 гола за А националния отбор в периода от 1968 до 1974.
След прекратяване на състезателната си кариера става треньор. През 80-те години е помощник-треньор и треньор в детската юношеска школа на ЦСКА. През 1985 е помощник треньор на Аспарух Никодимов в Чавдар (София). Помощник-треньор на ЦСКА през сезон 1994/95. Назначен е за старши треньор на ЦСКА на 20 май 1995, но остава до 2 юни 1995. През 2000 г. е назначен за старши треньор на Добруджа (Добрич). След това е треньор в детската юношеска школа на Септември (София), като през сезон 2015/16 е старши треньор на дубъла на Септември (София). Старши треньор на Костинброд и ФК Люлин София.